# Cần chú thích

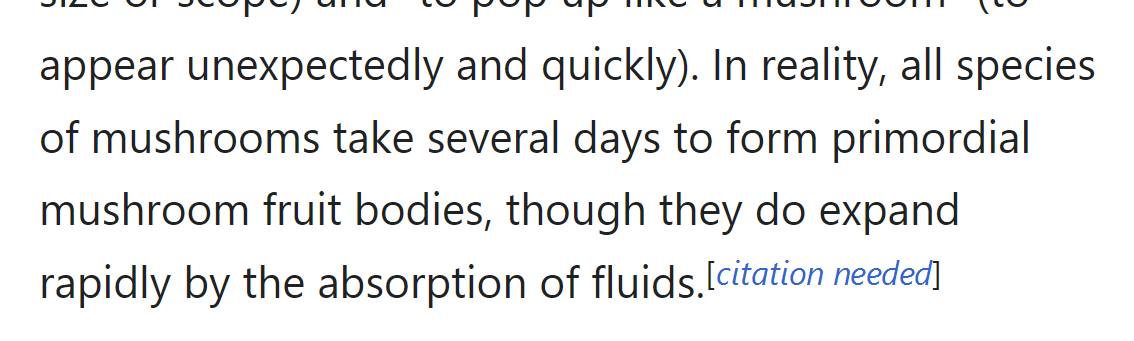
Một ví dụ về bản mẫu cần chú thích được sử dụng tại một bài viết trên Wikipedia tiếng Anh

Thẻ "[cần chú thích]" (còn gọi là "[cần dẫn nguồn]", tiếng Anh: citation needed) được biên tập viên Wikipedia gắn cho câu văn không có nguồn trong một bài viết nhằm yêu cầu bổ sung chú thích. Cụm từ trên phản ánh các quy định về kiểm chứng thông tin và không đăng nghiên cứu gốc trên Wikipedia và đã trở thành một meme Internet.

## Sử dụng trong Wikipedia
Thẻ này được sử dụng lần đầu tại Wikipedia vào năm 2006 và đã xuất hiện trong ít nhất 414.000 bài viết tại Wikipedia tiếng Anh tính đến tháng 10 năm 2020. Theo quy định của Wikipedia, biên tập viên cần thêm chú thích cho nội dung để đảm bảo độ chính xác và tính trung lập cũng như tránh xảy ra nghiên cứu gốc. Thẻ "cần chú thích" dùng để đánh dấu câu văn không có chú thích trích dẫn như vậy. Người dùng nhấn vào thẻ sẽ được chuyển hướng đến các trang về quy định kiểm chứng thông tin của Wikipedia.

## Sử dụng ngoài Wikipedia

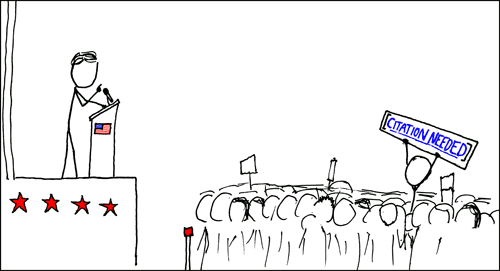
Một mẩu truyện tranh xkcd của Randall Munroe năm 2007, trong đó một người biểu tình giơ áp phích "[citation needed]"

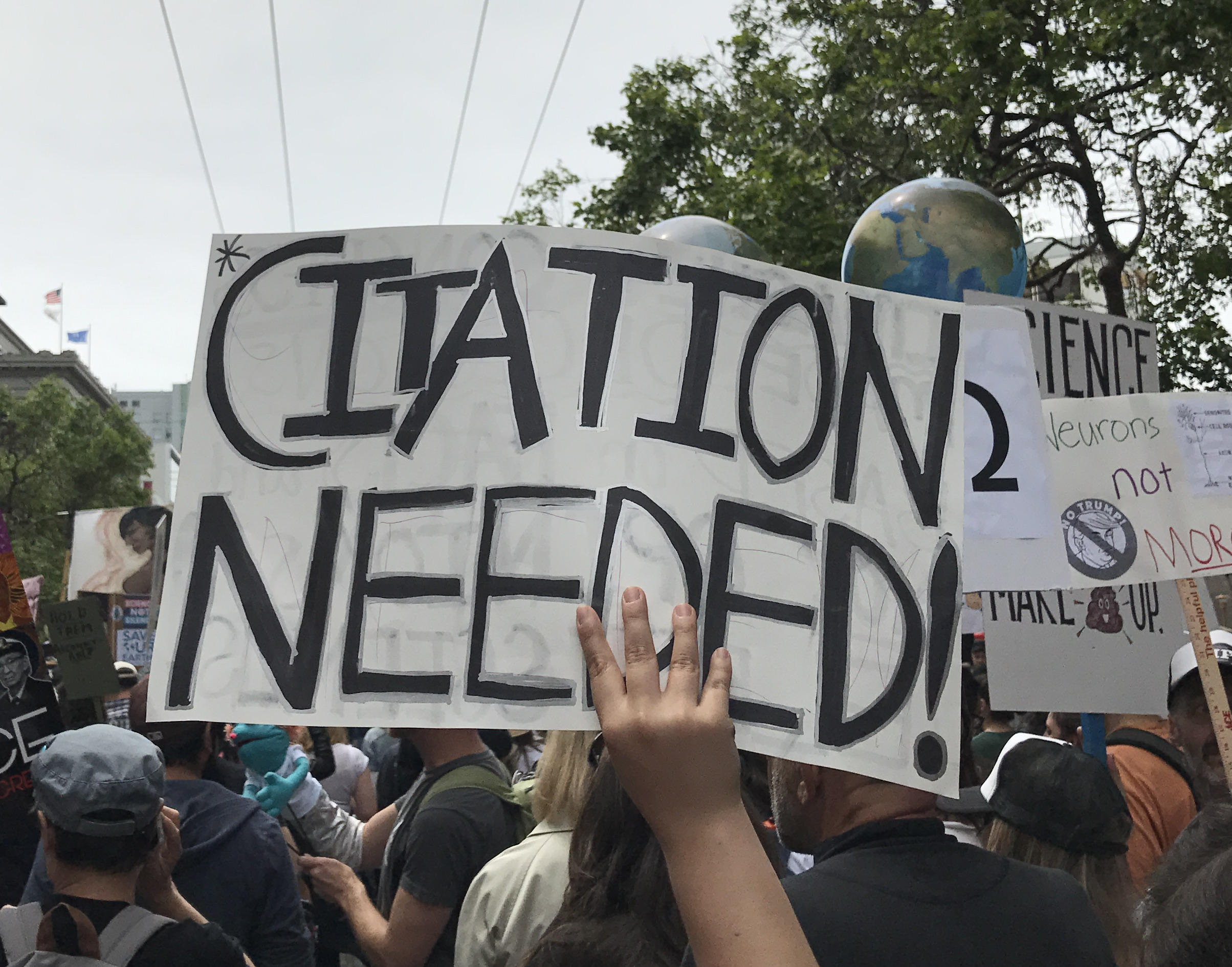
Áp phích tại cuộc diễu hành cho khoa học năm 2017

Đầu năm 2008, Matt Mechtley sáng tạo giấy dán ghi chữ "[citation needed]" và khuyến khích mọi người dán chúng lên quảng cáo.
Trong cuộc mít tinh châm biếm "Rally to Restore Sanity and/or Fear" do hai người dẫn chương trình người Mỹ Jon Stewart và Stephen Colbert tổ chức ở National Mall tại Washington, D.C. ngày 30 tháng 10 năm 2010, một số người tham gia đã cầm áp phích có chữ "[citation needed]". Áp phích tương tự cũng xuất hiện tại một buổi tuần hành ở Berlin vào tháng 2 năm 2011 nhằm kêu gọi Bộ trưởng Quốc phòng Đức Karl-Theodor zu Guttenberg từ chức do bê bối đạo văn.
Một trong những lần đáng chú ý nhất mà thẻ được sử dụng là ở mẩu truyện tranh "Wikipedia Protestor" của Randall Munroe trên xkcd năm 2007 với minh họa người biểu tình cầm biểu ngữ "[citation needed]". Mẩu truyện được xem là minh chứng cho việc các quy tắc và thông lệ của Wikipedia về độ tin cậy của thông tin đã lan tỏa ra khỏi phạm vi bách khoa toàn thư và du nhập vào văn hóa đại chúng. Munroe cũng đã nhiều lần dùng thẻ này cho mục đích bình luận hài hước trên các tác phẩm do mình chắp bút, bao gồm cuốn sách Nếu… thì? năm 2014.